# Matzneusiedl
Matzneusiedl (auch Matzneusiedler Hof) ist ein Gutshof auf der gleichnamigen Katastralgemeinde in Groß-Enzersdorf in Niederösterreich.
Der Gutshof befindet sich zwischen Probstdorf und Mannsdorf an der Donau in fruchtbaren Niederungen des Marchfeldes. Er besteht heute aus zwei Wohnhäusern und mehreren Wirtschaftsgebäuden und   seine Ackerflächen werden zur Produktion von Fertigrasen genutzt.

## Geschichte
Im Franziszeischen Kataster von 1822 ist der Ort als Matzneusiedler Hof verzeichnet. Laut Adressbuch von Österreich war hier im Jahr 1938 die Ackerbaugesellschaft Probstdorf mbH verzeichnet.